# Cymothales johnstoni
Cymothales johnstoni är en insektsart som beskrevs av Kirby 1902. Cymothales johnstoni ingår i släktet Cymothales och familjen myrlejonsländor. Inga underarter finns listade i Catalogue of Life.